# Xinfeng-Stausee
Der Xinfeng-Stausee (auch Xinfengjiang bzw. Hsinfengkiang) ist ein großer Stausee in China am Fluss Xinfeng Jiang (auch Xinfeng He) und liegt bei der Stadt Heyuan in Guangdong. Ein anderer Name für den Xinfeng-Stausee ist Wanlu, englisch: Evergreen Lake (Immergrüner See), weil die Pflanzen hier im subtropischen Süd-China das ganze Jahr über grün sind.
Der See ist landschaftlich sehr schön gelegen und hat mehr als 360 Inseln. Das Wasser ist von sehr guter Qualität und als Trinkwasser geeignet. Die Wasseroberfläche wird in zwei verschiedenen Quellen mit 370 oder 461 km² angegeben.

## Absperrbauwerk
Das 1960 gebaute Absperrbauwerk der Talsperre ist eine 105 m hohe Pfeilerstaumauer. In einem Wasserkraftwerk wird eine Leistung von 442,5 MW erzielt.

## Induzierte Seismizität
Während der Stausee aufgestaut wurde, gab es eine Reihe von Erdbeben bis zu einer Stärke von 6,1 Mw, die auf die Wirkung des Stausees zurückgehen und deswegen als induzierte Seismizität gelten.
Am 20. Oktober 1959 begann man mit der Füllung des Stausees. Im November gab es mehrere kleinere Erdstöße. Im Mai 1960 stand das Wasser 81 m (über Meeresspiegel) hoch. Es folgten drei bis vier Erdbeben der Stärke 3,1 Mw. Am 18. Juli waren 90 m erreicht und ein 4,3 Mw starkes Erdbeben trat auf. Am 19. März 1962, als der Wasserstand 110,5 m erreicht hatte, gab es ein Erdbeben mit 6,1 Mw mit dem Epizentrum 1,1 km flussabwärts von der Staumauer entfernt, bei dem mehrere Häuser zerstört wurden. Nach diesem Erdbeben wurden zur Sicherheit Hohlräume unter der Gründung mit Beton aufgefüllt. Dies und andere Maßnahmen führten die Staumauer zu einer kalkulierten Sicherheit gegenüber Erdbeben bis zur Magnitude 9,5 Mw.